# Cicero (Indiana)
Cicero és una població dels Estats Units a l'estat d'Indiana. Segons el cens del 2006 tenia 4.414 habitants.

## Demografia
Segons el cens del 2000, Cicero tenia 4.303 habitants, 1.716 habitatges, i 1.257 famílies. La densitat de població era de 1.107,6 habitants per km².
Dels 1.716 habitatges en un 36% hi vivien nens de menys de 18 anys, en un 59,2% hi vivien parelles casades, en un 10% dones solteres, i en un 26,7% no eren unitats familiars. En el 21,4% dels habitatges hi vivien persones soles el 6,5% de les quals corresponia a persones de 65 anys o més que vivien soles. El nombre mitjà de persones vivint en cada habitatge era de 2,51 i el nombre mitjà de persones que vivien en cada família era de 2,92.
Per edats la població es repartia de la següent manera: un 26,4% tenia menys de 18 anys, un 8,2% entre 18 i 24, un 32,3% entre 25 i 44, un 24,6% de 45 a 60 i un 8,5% 65 anys o més.
L'edat mediana era de 36 anys. Per cada 100 dones de 18 o més anys hi havia 96 homes.
La renda mediana per habitatge era de 54.561$ i la renda mediana per família de 60.559$. Els homes tenien una renda mediana de 39.131$ mentre que les dones 29.574$. La renda per capita de la població era de 23.169$. Entorn del 0,7% de les famílies i l'1,7% de la població estaven per davall del llindar de pobresa.

## Poblacions més properes
El següent diagrama mostra les poblacions més properes.